# Francesco Gioli
Francesco (Cecchino) Gioli (San Frediano a Settimo, 29 giugno 1846 – Firenze, 4 febbraio 1922) è stato un pittore italiano della corrente artistica dei Macchiaioli. Fratello di Luigi Gioli, è amico di Giovanni Fattori e Silvestro Lega.

## Biografia
Primo figlio di Ranieri e Rosa Del Panta, nobili benestanti, nel 1860 avvia i propri studi di pittura all'Accademia di Belle Arti di Pisa come allievo del direttore Annibale Marianini (1814-1863) e dal 1863 si trasferisce presso l'Accademia di belle arti di Firenze, dove segue i corsi di Antonio Ciseri ed Enrico Pollastrini.
Nel 1868 esordisce alla Società d'Incoraggiamento di Firenze con un dipinto storico, che l'anno successivo gli procurerà a Pistoia un premio che lo delude, in quanto diretto a un'Arte vecchia fatta da un giovane; sempre derivate dal filone storico e di genere presenta Alfieri che visita Goldoni e Goldoni che visita Gian Giacomo Rousseau.

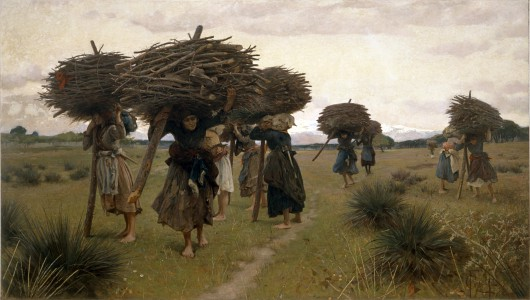
Le boscaiole di San Rossore, 1887

Dall'inizio degli anni settanta si accosta agli esponenti della corrente macchiaiola, in particolare a Giovanni Fattori e Telemaco Signorini rivolgendosi, pertanto, all'osservazione e allo studio appassionato della natura e del vero della campagna pisana. Spesso ospite di Diego Martelli nella sua tenuta di Castiglioncello, lavora en plein air con gli amici Adolfo Belimbau ed Eugenio Cecconi.
In questo periodo entra a contatto con il gallerista e collezionista fiorentino Luigi Pisani (1824-1895), dal quale ottiene commissioni provenienti dall'alta borghesia fiorentina e straniera che gli consentono di stabilizzare la propria condizione economica.
Nel 1870 è presente alla Mostra Italiana di Parma, dove ottiene la medaglia di bronzo con L'Angelus Domini della mattina; nel 1872 presenta Alla Messa alla Seconda Esposizione Nazionale di Milano e nel 1875 al Salone di Parigi espone Nei Campi e Un incontro in Maremma, opera che ottiene un notevole successo.
In occasione di questa ultima esposizione, soggiorna per un mese a Parigi in compagnia di Fattori, Egisto Ferroni e Niccolò Cannicci, anch'essi partecipi con loro opere. Il gruppo viene attratto dalle opere degli esponenti della Scuola di Barbizon, allacciando rapporti con alcuni esponenti di questo gruppo; questo viaggio segna la svolta definitiva nella produzione di Gioli, che abbandona le tematiche di interni di gusto borghese e internazionale e orientandosi quasi esclusivamente verso soggetti paesaggistici e scene agresti.
Il matrimonio con la marchesa Matilde Bartolommei (1849-1932), figlia del senatore Ferdinando, contribuisce a consolidare i suoi contatti con il salotto mondano fiorentino: presso la villa di Fauglia i coniugi ospitano spesso Fattori, Telemaco Signorini e Sidney Sonnino. In questo clima Silvestro Lega, nel 1878, ritorna a dipingere dopo le tristi vicende familiari: è datato 1879 il ritratto che l'artista forlivese esegue all'amico Francesco.
Gioli riprende ad esporre a Firenze nel 1877, dove presenta In aprile e Il ritorno delle Mamme. Nello stesso anno partecipa con Fattori, Ferroni e Bruzzi all'Esposizione Nazionale di Napoli con Mamme, Il Monte di Pietà, In primavera e Campagna pisana: opere che esprimono un contenuto sociale, nella ripresa di tematiche di gusto internazionale.
Nel 1878 Martelli comunica il desiderio di avere a Parigi alcune sue opere, insieme a quelle di Cannicci, Signorini, Cecconi, Stefano Bruzzi e altri da affiancare a quelle di Fattori, per comporre una piccola raccolta internazionale di impressionisti. Nello stesso anno espone a Firenze e all'Esposizione Universale di Parigi dove presenta Passa il viatico, la sua opera più nota, che ottiene un premio e gli elogi di Edgar Degas. 
Negli anni seguenti è quasi sempre presente all'esposizione fiorentina, contemporaneamente partecipa alle più importanti mostre nazionali e internazionali, come alla Nazionale di Torino del 1880, alla Nazionale di Milano del 1881, all'Esposizione di Roma del 1883, all'Esposizione Generale di Torino del 1884 e all'Internazionale di Londra dello stesso anno, dove ottiene la medaglia d'argento con Ai campi in giugno.
Nel 1886 è alla Prima Esposizione di Livorno, che segna l'affermarsi della giovane generazione toscana, l'anno successivo è a Venezia dove nel 1895 espone alla Prima Biennale.

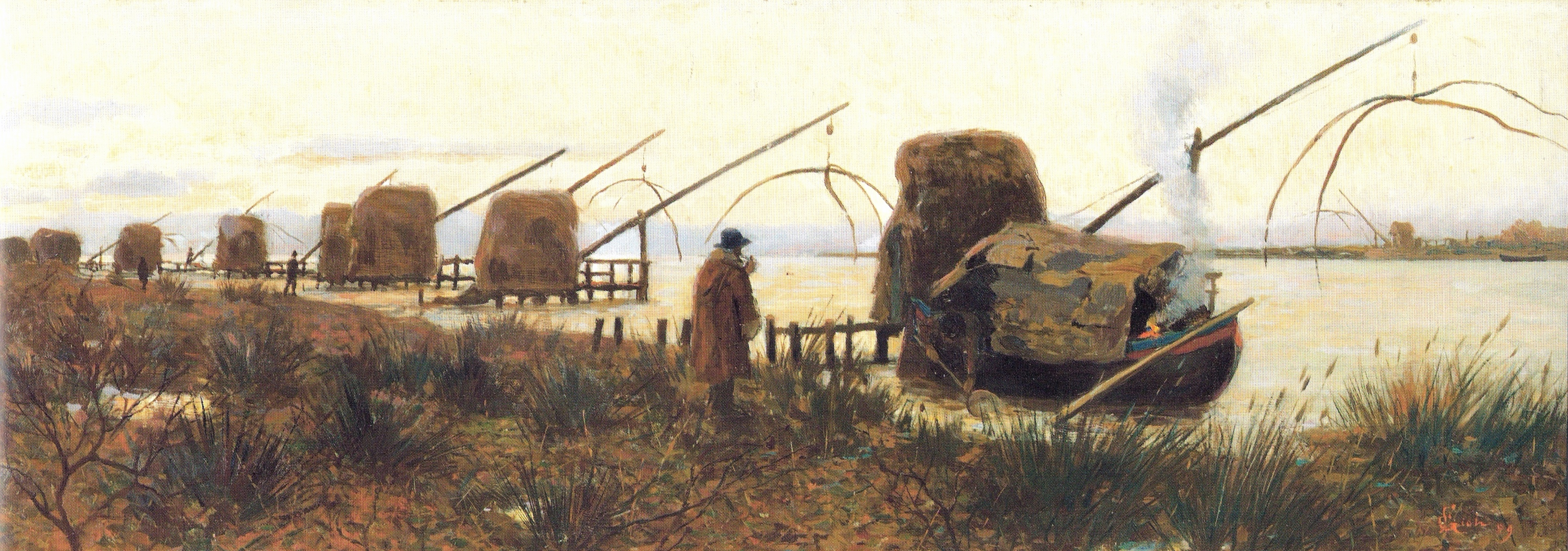
Bilance a Bocca D'Arno

Nel 1888 viene nominato professore all'Accademia di Belle Arti di Bologna, mentre l'anno successivo a quella di Firenze. 
Negli anni novanta, con il diffondersi del Divisionismo in Europa, rischiara la tavolozza alla ricerca di una maggiore luminosità, arricchendola di azzurri e rosati, adottando nuovi modi stilistici più abbreviati e sommari di sapore impressionista, ma di più labile tenuta stilistica; al 1896 risale Fiori di campo, presentato alla Festa dell'arte e dei fiori di Firenze, acquistata dal re e successivamente donata alla Galleria d'arte moderna di Palazzo Pitti.
Nel 1901 partecipa all'Esposizione di Monaco, mentre l'anno successivo aderisce alla Società Leonardo da Vinci, ritrovo fiorentino di artisti e intellettuali, della quale è nominato presidente fino al 1906; nel 1909 alla Biennale di Venezia espone una serie di pastelli di impronta divisionista.
Nel 1910 è a Bruxelles, nel 1913 a Buenos Aires, nel 1915 a San Francisco e Melbourne. Espone di frequente alla Biennale di Venezia, dove nel 1914 viene organizzata una personale con 52 opere che coprono l'intero arco della sua produzione.
Muore a Firenze il 4 febbraio 1922.
Il fratello Luigi è apprezzato pittore naturalista, anch'egli appartenente alla corrente macchiaiola.

## Stile
(La Biennale di Venezia, 1909)
Il percorso artistico di Gioli copre cinquant'anni di arte toscana, esprimendone pienamente i valori e la sua tendenza alla internazionalizzazione di quegli anni.
Dopo l'iniziale formazione accademica improntata sul romanticismo storico(Carlo Emanuele di Savoia scaccia l’ambasciatore spagnolo, Goldoni che visita Gian Giacomo Rousseau), passa presto alle nuove istanze della ricerca naturalistica (Un incontro in Maremma del 1874) di stampo europeo su influenza del realismo sociale di Jules Breton e Jules Bastien-Lepage.
In seguito è molto vicino alle tematiche macchiaiole, che rappresenta nel suo gusto per le scene contadine e agresti fino agli anni novanta, dove aderisce al Divisionismo e, successivamente, al Simbolismo.

## Opere principali
- Chiacchiere domenicali (1872), olio su tela, collezione privata;
- Signora in giardino (1872), olio su tela, collezione privata;
- Un incontro (1874), olio su tela, Galleria d'arte moderna, Firenze;
- Giochi infantili (1875), olio su tela, collezione privata;
- Boscaioli (1876), olio su tela, Galleria d'arte moderna Ricci Oddi, Piacenza[12];
- Il ritorno delle mamme (1877), olio su tela, collezione privata;
- Passa il viatico (1878), olio su tela, Galleria d'arte moderna, Firenze[7];
- Trebbiatura (1887), olio su tela, collezione privata;
- Tre fanciulle e pecore su un prato fiorito (1879), olio su tela, Palazzo della Cassa di Risparmio di Firenze;
- L'arruoto di Santo Spirito (1880), olio su tela, collezione privata;
- Passa la processione (1883), olio su tela, Galleria nazionale d'arte moderna e contemporanea, Roma;
- Donna sugli scogli (1883), olio su tela, collezione privata;
- Viti (1885), olio su tela, collezione privata;
- Ritratto di Diego Martelli (1885), olio su tela, Galleria d'arte moderna, Firenze;
- Fernanda Gioli e le Amiche (1885-1886), olio su tela, collezione privata;
- Tempo di vendemmia (1887), olio su tela, Palazzo Foresti, Carpi;
- Le boscaiuole di San Rossore (1887), olio su tela, collezione privata;
- Bilance a Bocca d'Arno (1889), olio su tela, Palazzo della Cassa di Risparmio di Firenze;
- Ritratto di Ferdinando Bartolommei (1889), olio su tela, Comune di Firenze;
- Paesaggio (1890), olio su tela, Galleria d'arte moderna, Venezia;
- Lanaiole (1890), olio su tela, Galleria d'arte moderna, Venezia;
- Parca (1891), olio su tela, Provincia di Varese[13];
- Acquaiola (1891), olio su tela, Palazzo della Cassa di Risparmio di Firenze;
- Fiori di campo (1896), olio su tela, Galleria d'arte moderna, Firenze[3];
- Marina (1898), olio su tela, Palazzo della Cassa di Risparmio di Firenze;
- Vecchia con bambina (1900-1910), olio su cartone, Galleria d'arte moderna, Firenze;
- Il cancello del giardino dei semplici (1908), olio su tela, Galleria d'arte moderna, Venezia;
- Tramonto a Castiglioncello (1908), olio su tela, collezione privata;
- Viale alle Cascine (1910), olio su tela, collezione privata;
- Terrazza del Quartiere degli Elementi a Palazzo Vecchio a Firenze (1911), olio su tela, Palazzo della Cassa di Risparmio di Firenze;
- Il palazzo comunale di Volterra (1912), olio su tela, Galleria d'arte moderna, Firenze;
- L'ovile (All'ovile) (1913), olio su tela, Galleria d'arte moderna, Firenze;
- Vecchi suoni (1914), olio su cartone, Galleria d'arte moderna, Roma;
- Autoritratto (1915), olio su cartone, Galleria d'arte moderna, Firenze;
- Campagna al tramonto con figure (1917), olio su tela, Palazzo della Cassa di Risparmio di Firenze;
- Tempo di vendemmia (1917), olio su tela, collezione Palazzo Foresti, Carpi;
- Bambina sulla spiaggia (1919), olio su tela, collezione privata;
- Ritratto di Francesco Guicciardini (1919), olio su tela, Comune di Firenze;
- Sull'aia (non datata), olio su tela, collezione privata;
- Contadine in Toscana (non datata), olio su tela, collezione privata;
- Pineta in Maremma (non datata), olio su tela, collezione privata;
- Spiaggia della Versilia (non datata), olio su tela, collezione privata;
- Interno di Villa Gioli a Fauglia (non datata), olio su tela, collezione privata;
- Amore fraterno (non datata), olio su tela, collezione privata;
- Il nonno cieco (non datata), olio su tela, Museo nazionale di palazzo Reale, Pisa.